# Alexander II (påve)
Alexander II, född Anselmo di Baggio i Baggio, Milano, död 21 april 1073, var påve från den 30 september 1061 till sin död, 21 april 1073. 

## Biografi
Anselmo di Baggio föddes i Baggio till adliga föräldrar. Tillsammans med Hildebrand hade han varit munk i klostret i Cluny, men han framträder första gången i historiens ljus i Milano, där han med all vältalighet han kunde uppbåda fördömde simoni och ecklesiastikal inkonsekvens, och därför skickades till kejsar Henrik III:s hov, så att han skulle tystna. Tvärt om fick detta hans åsikter att sprida sig till Tyskland. 1057 utnämndes han till biskop av Lucca. Han anlitades samtidigt som Heliga stolens legat till Milano, tillsammans med Hildebrand och med Petrus Damianus.
Nicolas II utfärdade två år före sin död bestämmelser om hur påveval skulle gå till; Alexander var därigenom den förste påve som valdes uteslutande av kardinalkollegiet, utan andras inblandning. Den nya valordningen retade upp den romerska adeln, som dittills varit styrande, och de lät utse en motpåve, Honorius II. I denna schism fick Alexander ett starkt och utbrett stöd, från Tyskland, Mathilda av Toscana, normanderna i södra Italien med flera. För att lösa schismen kallades till koncilium, och det erkände Alexanders anspråk medan Honorius exkommunicerades. Alexanders syskonbarn  Anselm av Lucca efterträdde honom som biskop av Lucca.
Under schismen regerade Alexander med sin kardinal Hildebrand, och i motsats till hans hjälplöshet i Rom var han mycket framgångsrik i utrikes affärer. Under de baner som han välsignade besegrade Roger Sicilien, och Vilhelm erövrade England. Genom sina legater var han allestädes närvarande; till dessa hör i främsta frummet Petrus Damianus och Hildebrand. Kyrkotukten vidhöll han även mot sina beskyddare, vilka han avkrävde bot om de syndade; Anno av Köln tvingades att bege sig till Rom barfota, och han hotade Henrik IV med bannlysning om han inte gav upp planerna på att skiljas från sin hustru, Berta av Turin. Biskopen av Konstanz och abboten av Reichenau förmådde han återlämna de juveler de fått till furstarna i simoni. Som påve utnämnde han sin gamle lärare, Lanfranc of Bec, till ärkebiskop av Canterbury och utsåg honom till primas över engelska kyrkan.
Alexander dog 1073 och ligger begraven i Laterankyrkan.